# Raghad Hussein
Raghad Saddam Hussein (em árabe: رغد صدام حسين) (nascida em 2 de setembro de 1968) é a filha mais velha do antigo Presidente do Iraque, Saddam Hussein e Sajida Talfah.
Em 1987, ela se casou com Hussein Kamel al-Majid, um dissidente de alto nível do Iraque que compartilhou segredos de armas com a UNSCOM, a CIA e o MI6. Kamel foi morto, juntamente com seu irmão, por companheiros membros do clã, que declarou-os traidores. Saddam havia deixado claro que, embora perdoado, perderiam todo o status e não receberiam qualquer proteção. A irmã de Raghad, Rana Hussein, foi casada com o irmão de Saddam Kamel, Hussein Kamel, que sofreu o mesmo destino.
Raghad teve cinco filhos de Hussein Kamel, três filhos, Ali, Saddam e Wahej, e duas filhas, Haris e Banan.
Em 2 de julho de 2006, o assessor de segurança nacional do governo do Iraque, Muwaffaq al-Rubaie, declarou que Raghad e sua mãe Sajida Talfah eram procuradas por terem apoiado a insurgência iraquiana. O primeiro-ministro jordaniano Marouf al-Bakhit fez uma declaração de que "Raghad estava sob a proteção da família real" e "a presença da Sra. Raghad Saddam Hussein e seus filhos na Jordânia é motivada por considerações humanitárias. Ela é convidada da família real Hachemita (do Rei Abdullah II) e está sob a sua proteção como uma requerente de asilo", de acordo com a tradição árabe. Sua localização exata, contudo, não foi divulgada.
Em 30 de dezembro de 2006, Saddam Hussein foi executado no Iraque. Antes da execução, Raghad pediu o corpo de seu pai para ser enterrado temporariamente no Iêmen, até que as forças da coalizão fossem expulsas do Iraque.
Em agosto de 2007, a agência de polícia internacional, a Interpol, anunciou que havia circulado um mandado de prisão para Raghad sobre as suspeitas de que ela e seus assessores haviam prestado assistência à insurgência no Iraque. 